# Shadwell (Londres)
Shadwell es un barrio del municipio londinense de Tower Hamlets. Se encuentra a unos 4,8 km (3 mi) al este de Charing Cross, Londres, Reino Unido. Según el censo de 2011 contaba con una población de 15110 habitantes.